# Offshore-Windpark Prinses Amalia
Der Offshore-Windpark Prinses Amalia befindet sich in der Ausschließlichen Wirtschaftszone der Niederlande in der südlichen Nordsee. Er wurde nach einem Mitglied der niederländischen königlichen Familie benannt. Seit Juni 2008 wird Strom aus dem Windpark in das Netz eingespeist, er versorgt rechnerisch 125.000 Haushalte. 
Mit 60 Windkraftanlagen vom Typ Vestas V80-2MW hat der Windpark eine installierte Leistung von 120 MW. Der Windpark erzeugt jährlich etwa 435 GWh elektrischer Energie und vermeidet damit 225.000 CO2-Emissionen. Die Anbindung an Land erfolgt über ein Exportkabel, das mit 150 kV Hochspannung betrieben wird. Die Innerparkverkabelung arbeitet mit 22 kV Mittelspannung.
Der Windpark liegt 23 Kilometer vor IJmuiden. Die Wassertiefe beträgt dort zwischen 19 und 24 Meter. Durch seine Entfernung ist der Windpark von der Küste aus kaum sichtbar. Er bedeckt eine Fläche von etwa 14 km2. Die Projektkosten wurden mit 380 Millionen Euro angegeben.
Nach einer Betriebsdauer von zehn Jahren hat Eneco im April 2018 mehrere Verträge zur Wartung der Anlagen abgeschlossen. Mit der Überholung und Instandsetzung (Refurbishing) von Getrieben des Typs ZFEH804 wurde Siemens Gamesa beauftragt.